# Полиняно а Маре
Полиня̀но а Ма̀ре (на италиански: Polignano a Mare, на местен диалект Peghegnéne, Пъгъненъ) е пристанищен и курортен град и община в Южна Италия, провинция Бари, в регион Пулия. Разположен е на 24 м надморска височина, на брега на Адриатическото море. Населението на града е 17 797 души (към 31 декември 2010 г.).
.